# 海斯贝特·卡雷尔·范·霍根多普
吉斯伯特·卡雷尔·范霍根多普（荷蘭語：Gijsbert Karel, Count van Hogendorp，1762年10月27日—1834年8月5日），是荷兰自由派政治家、法学家。他于1813年作为三人摄政团之一，曾协助威廉一世回国继位。荷兰联合王国建立后，他领导起草了《1815年荷兰宪法》，并成为首任国务委员会副主席。